# Gregor Laubsch
Gregor Laubsch, właśc. Grzegorz Jerzy Laubsch (ur. 26 grudnia 1956 r. w Górze) – niemiecki fotograf polskiego pochodzenia, portrecista, pasjonat fotografii analogowej, propagator powrotu do klasycznego portretu fotograficznego.

## Życiorys
Urodził się i przez wiele lat mieszkał w Polsce w rodzinie o niemieckich korzeniach. Jego rodzicami byli Halina i Jerzy Alfred Laubsch. Dzieciństwo i młodość spędził w Górze oraz w Głogowie. W czasie tym za namową ojca zainteresował się fotografią (w szczególności fotografią portretową, której pozostaje wierny do dziś) oraz sportem. W latach szkolnych zajmował się malarstwem i grafiką, co nie pozostało bez wpływu na jego późniejszą twórczość. Jako jeden z pierwszych propagował w rejonie dolnego śląska windsurfing i nurkowanie. Sam też tworzył deski windsurfingowe, nie tylko na własny użytek. Przez 10 lat trenował kolarstwo górskie zdobywając liczne medale i puchary w polskich i niemieckich wyścigach (również w maratonach). Nigdy też nie porzucił do końca narciarstwa jednak to fotografia stała się dominującą dziedziną, dla której ostatecznie rozstał się ze sportem wyczynowym.
W 1989 r. wraz z rodziną wyjechał do Niemiec i osiedlił się w Berlinie Zachodnim. Uzyskał obywatelstwo niemieckie (nie zrzekając się polskiego), zaczął też używać niemieckiego odpowiednika imienia Grzegorz. 
W 2008 przeprowadził się na Tempelhof-Schöneberg, gdzie ma swoją pracownię i gdzie powstaje większość jego portretów i autoportretów.
Współpracował z poznańską projektantką Justyną Waraczynską-Varmą], berlińską agencją modelek Unique personalities, prowadził szereg szkoleń fotograficznych m.in. pod patronatem Magazynu Talentów, „Pokochaj Fotografię”. Jego prace wystawiane były na wystawach indywidualnych i zbiorowych m.in. w Warszawie, Wrocławiu i Gliwicach czy Nowym Tomyślu. 

## Twórczość
Jak sam mówi: „Choć zajmowałem się w życiu wieloma dziedzinami (m.in. surfingiem, kolarstwem górskim, malarstwem…) fotografia jest – i pozostanie – moją największą pasją. Dzięki fotografii cyfrowej – jak również post– processingowi na PC – twórcze możliwości fotografa są nieograniczone. Moja ingerencja w materiał wyjściowy jest jednak ograniczona do potrzebnego minimum. Zajmuję się fotografią cyfrową ale pozostaję wierny także analogowej. W fotografii portretowej moim zdaniem najważniejsze jest światło i model – jej czy jego indywidualność, zatrzymanie chwili. Inspirują mnie ludzie i ich twarze. Każda z nich jest inna, każdy z nas jest inny…”
We wczesnym etapie twórczości jego portrety przesycone były barwami. Modele przedstawiani na fotografiach pokazywani byli mniej statycznie, jednak punktem dominującym zawsze była twarz i oczy. W późniejszych etapach kolor tracił na sile, a portretowane osoby stawały się wręcz statyczne. Obecne w fotografii Gregora Laubscha dominuje czarno-biała fotografia analogowa (fotografuje aparatami średnioformatowymi Rolleiflex SL66, Hasselbladem i Pentaxem 6x7).
Jego prace określane są mianem klasycznych, charakteryzuje je oszczędna stylizacja. Równie charakterystycznym elementem portretów Laubscha są oczy – wyraziste i pełne emocji oraz proste pozy bez przerysowań czy zniekształceń.

### Wystawy
- autorska wystawa „Auto/Portret” – Galeria Na Piętrze, MiPBP Nowy Tomyśl, 01.10 - 20.10.2012
- autorska wystawa „Rytuał”- Scena fotografii V edycji Festiwalu Podwodny Wrocław 01.06.2012
- autorska wystawa „Rytuał”- Wrocławska Noc Muzeów 19.05.2012
- wystawa pokonkursowa prezentowana w ramach Objazdowej Galerii Wielkopolskiej Fotografii w Poznaniu oraz innych galeriach krajowych i zagranicznych – konkurs Portret 2012 – od 18.05.2012
- autorska wystawa „Rytuał”- Galeria BrowArt Wrocław - od 28.04.2012
- autorska wystawa „Auto/Portret” – Galeria Art.Studio, Gliwice, 30.03-20.20.04.2012
- wystawa pokonkursowa w warszawskiej Galerii przy Skwerze Hoovera – konkurs Lesprit pod patronatem Wojciecha Fibaka - 3/2010

### Nagrody i wyróżnienia
- Fotografia „Greg I” – złoty medal w kategorii portret, Egypt International Photo Contest 2012
- Fotografia „Katharina” – I miejsce w konkursie G Technology Driven Creativity Competition 2012
- Fotografia „Samira” – Fotoferia International Exhibition 2012, publikacja w albumie pokonkursowym,
- Fotografie „Greg”, „Paulina”, ”Karolina” – akceptacja do wystawy pokonkursowej, XI edycja konkursu fotograficznego „Portret 2012”, 04/2012
- Fotografia „I’m” – Photographic Society of America Honorable Mentions w kategorii portret Polish International Exhibition pod patronatem The Royal Photographic Society 1/ 2012
- Fotografia „G.” – Grand Prix III edycji konkursu „Autoportret” kwartalnika pokochaj fotografię.pl 5/2010
- Fotografia „Queen” – III miejsce w konkursie klubowym Fotoferia Club pod patronatem PSA i FIAP dywizji CPID 3/2010
- Fotografia „Mareike” – zakwalifikowana do finałowej rundy - konkurs Lesprit pod patronatem Wojciecha Fibaka,
- Fotografia „Ich gehe meinen Weg” – publikacja w kalendarzu pokonkursowym T-mobile i Lumix z 2010
- Fotografia „…” – wyróżnienie w konkursie „Akt” niemieckiego magazynu „Photographie” 7-8 /2009